# Каур, Радж
Радж Каур (хинди ਰਾਜ ਕੌਰ, англ. Raj Kaur; род. 1 января 1991, Амритсар, Пенджаб) — индийская лучница, бронзовый призёр чемпионата мира 2019 года. Специализируется в стрельбе из блочного лука.

## Биография
Радж Каур родилась 1 января 1991 года. Живет в родном городе Амритсаре, штат Пенджаб. Она проходила пограничную службу, в настоящее время работает констеблем в полиции Пенджаба. Ее отец Индерджит также работает констеблем в полиции Пенджаба, а брат является лучником.

## Карьера
На проходившем с 20 по 26 мая 2019 года Кубке мира в Анталье Радж выступала в индивидуальном первенстве, где заняла 33-е место, уже в первом раунде уступив норвежке Сунниве Лислеванд.
На чемпионате мира 2019 года в Хертогенбосе в составе сборной Индии вместе с Мускан Кирар, Джотхи Суреха Веннам завоевала бронзовую медаль. В матче за бронзовые медали была обыграна сборная Турции со счетом 229:226, при этом в начальной стадии поединка индийские лучницы уступали.
После чемпионата мира Каур приняла участие на следующем этапе Кубка мира в Берлине, где в первом раунде одержала победу над египтянкой Нэнси Эль-Гебили 137:130, однако затем уступила колумбийке Саре Лопес 141:148, заняв итоговое 17-е место.